# Christian Gottlieb Gumpelzhaimer
Christian Gottlieb Gumpelzhaimer (* 22. Juli 1766 in Regensburg; † 17. Februar 1841 ebenda) war ein deutscher Jurist und als Historiker und Archivar der Begründer des Historischen Vereins.

## Leben
Gumpelzhaimer stammte aus einer Regensburger Patrizier-Familie, die sich im frühen 17. Jahrhundert in Regensburg angesiedelt hatte. Sein Vater, Johann Bartholomäus G. (1730–1806), war Ratsherr in Regensburg und die Familie bewohnte das Haus Nr. 25 in der Kreuzgasse beim Arnulfsplatz, das auch eine Gedenktafel trägt. Gumpelzhaimer besuchte das städtische Gymnasium poeticum und studierte anschließend Jura in Göttingen. Nach dem Studium praktizierte er am Reichshofrat in Wien, kehrte 1788 nach Regensburg zurück und wurde 1790 mecklenburgischer Gesandtschaftssekretär am Immerwährenden Reichstag zu Regensburg und 1793 mecklenburg-schwerinscher Hofrat. Ab 1797 vertrat er als Hofrat beim Kongress von Rastatt die Mandate von 14 Reichsständen. 1805 wurde er (mecklenburg-schwerinscher) Legationsrat, beendete 1813 seine bewegte diplomatische Laufbahn und widmete sich archäologischen Studien. Auf Anregung von König Ludwig I. gründete er mit Freunden den „Historischen Verein des Regenkreises“, welchen er auch als Vorstand bis zu seinem Tod am 17. Februar 1841 leitete. In der Zeitschrift des 1838 in „Historischer Verein für Oberpfalz und Regensburg“ umbenannten Vereins sind die meisten Abhandlungen Gumpelzhaimers erschienen. 1830–38, erschien beim Pustet-Verlag sein streng chronologisch gehaltenes Hauptwerk mit dem Titel: „Regensburgs Geschichte, Sagen und Merkwürdigkeiten von den ältesten bis auf die neuesten Zeiten“,  in 4 Bänden. Seine Grabstätte ist nicht erhalten. Sie befand sich auf dem ehemaligen Lazarusfriedhof im Stadtpark, wo auch seine zwei Ehefrauen, die er überlebte, begraben wurden. Zu seinen Ehren wurde in Regensburg im Stadtteil Innerer Westen eine Straße nach ihm benannt.